# The Cult/Diskografie
Diese Diskografie ist eine Übersicht über die musikalischen Werke der britischen Rock-Musikgruppe The Cult. Den Schallplattenauszeichnungen zufolge hat sie bisher mehr als fünf Millionen Tonträger verkauft, davon alleine in ihrer Heimat über eine Million. Ihre erfolgreichste Veröffentlichung ist das Album Sonic Temple mit über 1,3 Millionen verkauften Einheiten.

## Alben

### Studioalben
| Jahr | Titel                  | Höchstplatzierung, Gesamtwochen, AuszeichnungChartplatzierungen (Jahr, Titel, Platzierungen, Wochen, Auszeichnungen, Anmerkungen) | Höchstplatzierung, Gesamtwochen, AuszeichnungChartplatzierungen (Jahr, Titel, Platzierungen, Wochen, Auszeichnungen, Anmerkungen) | Höchstplatzierung, Gesamtwochen, AuszeichnungChartplatzierungen (Jahr, Titel, Platzierungen, Wochen, Auszeichnungen, Anmerkungen) | Höchstplatzierung, Gesamtwochen, AuszeichnungChartplatzierungen (Jahr, Titel, Platzierungen, Wochen, Auszeichnungen, Anmerkungen) | Höchstplatzierung, Gesamtwochen, AuszeichnungChartplatzierungen (Jahr, Titel, Platzierungen, Wochen, Auszeichnungen, Anmerkungen) | Anmerkungen                                                  |
| Jahr | Titel                  | DE | AT | CH | UK | US | Anmerkungen                                                  |
| ---- | ---------------------- | --- | --- | --- | --- | --- | ------------------------------------------------------------ |
| 1984 | Dreamtime              | — | — | — | UK21 Silber · (8 Wo.)UK | — | Erstveröffentlichung: 27. August 1984 Verkäufe: + 60.000     |
| 1985 | Love                   | — | — | — | UK4 Gold · (22 Wo.)UK | US87 Gold · (34 Wo.)US | Erstveröffentlichung: 14. Oktober 1985 Verkäufe: + 800.000   |
| 1987 | Electric               | — | — | CH22 (2 Wo.)CH | UK4 Gold · (27 Wo.)UK | US38 Platin · (32 Wo.)US | Erstveröffentlichung: 6. April 1987 Verkäufe: + 1.300.000    |
| 1989 | Sonic Temple           | DE39 (7 Wo.)DE | — | CH19 (4 Wo.)CH | UK3 Gold · (11 Wo.)UK | US10 Platin · (33 Wo.)US | Erstveröffentlichung: 10. April 1989 Verkäufe: + 1.335.000   |
| 1991 | Ceremony               | DE38 (8 Wo.)DE | — | CH38 (1 Wo.)CH | UK9 (4 Wo.)UK | US25 (12 Wo.)US | Erstveröffentlichung: 23. September 1991 Verkäufe: + 100.000 |
| 1994 | The Cult               | DE45 (8 Wo.)DE | — | CH30 (2 Wo.)CH | UK21 (2 Wo.)UK | US69 (4 Wo.)US | Erstveröffentlichung: 10. Oktober 1994 Verkäufe: + 50.000    |
| 2001 | Beyond Good and Evil   | DE21 (5 Wo.)DE | AT73 (3 Wo.)AT | CH93 (2 Wo.)CH | UK69 (1 Wo.)UK | US37 (8 Wo.)US | Erstveröffentlichung: 11. Juni 2001                          |
| 2007 | Born Into This         | DE81 (1 Wo.)DE | — | — | UK72 (1 Wo.)UK | US70 (2 Wo.)US | Erstveröffentlichung: 1. Oktober 2007                        |
| 2012 | Choice of Weapon       | DE30 (2 Wo.)DE | AT57 (1 Wo.)AT | CH42 (1 Wo.)CH | UK20 (2 Wo.)UK | US36 (2 Wo.)US | Erstveröffentlichung: 22. Mai 2012 Verkäufe: + 20.000        |
| 2016 | Hidden City            | DE51 (1 Wo.)DE | AT69 (1 Wo.)AT | CH50 (1 Wo.)CH | UK19 (2 Wo.)UK | US153 (1 Wo.)US | Erstveröffentlichung: 5. Februar 2016                        |
| 2022 | Under the Midnight Sun | DE89 (2 Wo.)DE | — | CH53 (2 Wo.)CH | UK15 (1 Wo.)UK | — | Erstveröffentlichung: 14. Oktober 2022                       |

### Livealben
- 1984: Dreamtime Live at the Lyceum
- 1993: Live at the Marquee

### Kompilationen
| Jahr | Titel                                               | Höchstplatzierung, Gesamtwochen, AuszeichnungChartplatzierungen (Jahr, Titel, Platzierungen, Wochen, Auszeichnungen, Anmerkungen) | Höchstplatzierung, Gesamtwochen, AuszeichnungChartplatzierungen (Jahr, Titel, Platzierungen, Wochen, Auszeichnungen, Anmerkungen) | Höchstplatzierung, Gesamtwochen, AuszeichnungChartplatzierungen (Jahr, Titel, Platzierungen, Wochen, Auszeichnungen, Anmerkungen) | Höchstplatzierung, Gesamtwochen, AuszeichnungChartplatzierungen (Jahr, Titel, Platzierungen, Wochen, Auszeichnungen, Anmerkungen) | Höchstplatzierung, Gesamtwochen, AuszeichnungChartplatzierungen (Jahr, Titel, Platzierungen, Wochen, Auszeichnungen, Anmerkungen) | Anmerkungen                                               |
| Jahr | Titel                                               | DE | AT | CH | UK | US | Anmerkungen                                               |
| ---- | --------------------------------------------------- | --- | --- | --- | --- | --- | --------------------------------------------------------- |
| 1993 | Pure Cult: for Rockers, Ravers, Lovers, and Sinners | DE32 (9 Wo.)DE | — | — | UK1 Gold · (8 Wo.)UK | — | Erstveröffentlichung: 1. Februar 1993 Verkäufe: + 350.000 |

Weitere Kompilationen
- 1988: Death Cult
- 1996: High Octane Cult: Ultimate Collection, 1984–1999
- 2000: Pure Cult: The Singles 1984 – 1995
- 2000: The Best of Rare Cult

### EPs
| Jahr | Titel                   | Höchstplatzierung, Gesamtwochen, AuszeichnungChartplatzierungen (Jahr, Titel, Platzierungen, Wochen, Auszeichnungen, Anmerkungen) | Höchstplatzierung, Gesamtwochen, AuszeichnungChartplatzierungen (Jahr, Titel, Platzierungen, Wochen, Auszeichnungen, Anmerkungen) | Höchstplatzierung, Gesamtwochen, AuszeichnungChartplatzierungen (Jahr, Titel, Platzierungen, Wochen, Auszeichnungen, Anmerkungen) | Höchstplatzierung, Gesamtwochen, AuszeichnungChartplatzierungen (Jahr, Titel, Platzierungen, Wochen, Auszeichnungen, Anmerkungen) | Höchstplatzierung, Gesamtwochen, AuszeichnungChartplatzierungen (Jahr, Titel, Platzierungen, Wochen, Auszeichnungen, Anmerkungen) | Anmerkungen                        |
| Jahr | Titel                   | DE | AT | CH | UK | US | Anmerkungen                        |
| ---- | ----------------------- | --- | --- | --- | --- | --- | ---------------------------------- |
| 1983 | The Southern Death Cult | — | — | — | UK43 (3 Wo.)UK | — | Erstveröffentlichung: 6. Juni 1983 |

## Singles
| Jahr | Titel Album                        | Höchstplatzierung, Gesamtwochen, AuszeichnungChartplatzierungen (Jahr, Titel, Album, Platzierungen, Wochen, Auszeichnungen, Anmerkungen) | Höchstplatzierung, Gesamtwochen, AuszeichnungChartplatzierungen (Jahr, Titel, Album, Platzierungen, Wochen, Auszeichnungen, Anmerkungen) | Höchstplatzierung, Gesamtwochen, AuszeichnungChartplatzierungen (Jahr, Titel, Album, Platzierungen, Wochen, Auszeichnungen, Anmerkungen) | Höchstplatzierung, Gesamtwochen, AuszeichnungChartplatzierungen (Jahr, Titel, Album, Platzierungen, Wochen, Auszeichnungen, Anmerkungen) | Höchstplatzierung, Gesamtwochen, AuszeichnungChartplatzierungen (Jahr, Titel, Album, Platzierungen, Wochen, Auszeichnungen, Anmerkungen) | Anmerkungen                                               |
| Jahr | Titel Album                        | DE | AT | CH | UK | US | Anmerkungen                                               |
| ---- | ---------------------------------- | --- | --- | --- | --- | --- | --------------------------------------------------------- |
| 1984 | Resurrection Joe –                 | — | — | — | UK74 (2 Wo.)UK | — | Erstveröffentlichung: 10. Dezember 1984                   |
| 1985 | She Sells Sanctuary Love           | — | — | — | UK15 Platin · (23 Wo.)UK | — | Erstveröffentlichung: 13. Mai 1985 Verkäufe: + 630.000    |
| 1985 | Rain Love                          | — | — | — | UK17 (8 Wo.)UK | — | Erstveröffentlichung: 23. September 1985                  |
| 1985 | Revolution Love                    | — | — | — | UK30 (7 Wo.)UK | — | Erstveröffentlichung: 18. November 1985                   |
| 1987 | Love Removal Machine Electric      | — | — | — | UK18 (7 Wo.)UK | — | Erstveröffentlichung: 16. Februar 1987 Verkäufe: + 40.000 |
| 1987 | Lil’ Devil Electric                | — | — | — | UK11 (7 Wo.)UK | — | Erstveröffentlichung: 20. April 1987                      |
| 1987 | Wild Flower Electric               | — | — | — | UK24 (6 Wo.)UK | — | Erstveröffentlichung: 10. August 1987                     |
| 1989 | Fire Woman Sonic Temple            | — | — | — | UK15 (4 Wo.)UK | US46 (11 Wo.)US | Erstveröffentlichung: 20. März 1989                       |
| 1989 | Edie (Ciao Baby) Sonic Temple      | — | — | — | UK32 (5 Wo.)UK | US93 (4 Wo.)US | Erstveröffentlichung: 26. Juni 1989                       |
| 1989 | Sun King Sonic Temple              | — | — | — | UK39 (2 Wo.)UK | — | Erstveröffentlichung: 6. November 1989                    |
| 1990 | Sweet Soul Sister Sonic Temple     | — | — | — | UK42 (4 Wo.)UK | — | Erstveröffentlichung: 26. Februar 1990                    |
| 1991 | Wild Hearted Son Ceremony          | — | — | — | UK40 (2 Wo.)UK | — | Erstveröffentlichung: 2. September 1991                   |
| 1992 | Heart of Soul Ceremony             | — | — | — | UK51 (1 Wo.)UK | — | Erstveröffentlichung: 17. Februar 1992                    |
| 1994 | Coming Down (Drug Tongue) The Cult | — | — | — | UK50 (1 Wo.)UK | — | Erstveröffentlichung: 26. September 1994                  |
| 1994 | Star The Cult                      | — | — | — | UK65 (1 Wo.)UK | — | Erstveröffentlichung: 26. Dezember 1994                   |

Weitere Singles
- 1982: Fatman
- 1983: God’s Zoo
- 1984: Spiritwalker
- 1984: Go West (Crazy Spinning Circles)
- 1992: The Witch
- 1993: Sanctuary MCMXCIII
- 2000: Painted on My Heart
- 2001: Rise
- 2001: Breathe
- 2002: True Believers
- 2007: Dirty Little Rockstar
- 2008: Illuminated
- 2010: Every Man and Woman Is a Star
- 2010: Embers

## Videoalben
- 1984: Dreamtime Live at the Lyceum (aufgenommen im The Lyceum, London, am 20. Mai 1984)
- 1992: Electric-Love (Videos von den Alben: Love und Electric)
- 1992: Sonic-Ceremony (Videos von den Alben: Sonic Temple und Ceremony)
- 1993: Pure Cult: for Rockers, Ravers, Lovers, and Sinners
- 2001: Pure Cult DVD Anthology
- 2002: The Cult – Music Without Fear (live in Los Angeles vom 4. Oktober 2001)
- 2007: The Cult – New York City (live in New York vom 13. November 2006)

## Boxsets
- 1991: Singles Collection: 1984-1990 / E.P. Collection (Verkäufe: 10.000 / 500, insgesamt 10.500, limitiert)
- 2000: Rare Cult (Verkäufe: + 15.000, limitiert, bei den ersten 5.000 war eine Bonus-Remix-CD dabei)
- 2002: Rare Cult: The Demos Sessions (Verkäufe: 3.000, limitiert)
- 2009: Love: The Omnibus Edition

## Statistik

### Chartauswertung
|                     | DE    | AT    | CH    | UK     | US    |
| ------------------- | ----- | ----- | ----- | ------ | ----- |
| Nummer-eins-Alben   | DE—DE | AT—AT | CH—CH | UK1UK  | US—US |
| Top-10-Alben        | DE—DE | AT—AT | CH—CH | UK5UK  | US1US |
| Alben in den Charts | DE9DE | AT3AT | CH8CH | UK13UK | US9US |

|                       | DE    | AT    | CH    | UK     | US    |
| --------------------- | ----- | ----- | ----- | ------ | ----- |
| Nummer-eins-Singles   | DE—DE | AT—AT | CH—CH | UK—UK  | US—US |
| Top-10-Singles        | DE—DE | AT—AT | CH—CH | UK—UK  | US—US |
| Singles in den Charts | DE—DE | AT—AT | CH—CH | UK15UK | US2US |

### Auszeichnungen für Musikverkäufe
| Silberne Schallplatte - Europa (Impala) - 2012: für das Album Choice of Weapon Goldene Schallplatte - Australien - 1990: für das Album Sonic Temple - 1993: für das Album Pure Cult: for Rockers, Ravers, Lovers, and Sinners - Kanada - 1989: für die Single Fire Women - 1994: für das Album The Cult - 2002: für das Videoalbum Pure Cult DVD Anthology - 2022: für die Single Love Removal Machine Platin-Schallplatte - Kanada - 1991: für das Album Ceremony - 1992: für das Videoalbum Electric-Love - 2018: für die Single Fire Woman - 2018: für das Album Pure Cult: The Singles 1984–1995 - Neuseeland - 1993: für das Album Pure Cult: for Rockers, Ravers, Lovers, and Sinners | 2× Platin-Schallplatte - Kanada - 1989: für das Album Love - 1989: für das Album Electric - 1989: für das Album Sonic Temple - 1995: für das Album Pure Cult: for Rockers, Ravers, Lovers, and Sinners - 2021: für die Single She Sells Sanctuary |

Anmerkung: Auszeichnungen in Ländern aus den Charttabellen bzw. Chartboxen sind in ebendiesen zu finden.
| Land/RegionAuszeichnungen für Musikverkäufe (Land/Region, Auszeichnungen, Verkäufe, Quellen) | Silber     | Gold       | Platin       | Verkäufe  | Quellen                   |
| -------------------------------------------------------------------------------------------- | ---------- | ---------- | ------------ | --------- | ------------------------- |
| Australien (ARIA)                                                                            | —          | 2× Gold2   | —            | 70.000    | aria.com.au               |
| Europa (Impala)                                                                              | Silber1    | —          | —            | (20.000)  | Einzelnachweise           |
| Kanada (MC)                                                                                  | —          | 4× Gold4   | 14× Platin14 | 1.385.000 | musiccanada.com           |
| Neuseeland (RMNZ)                                                                            | —          | —          | Platin1      | 15.000    | aotearoamusiccharts.co.nz |
| Vereinigte Staaten (RIAA)                                                                    | —          | Gold1      | 2× Platin2   | 2.500.000 | riaa.com                  |
| Vereinigtes Königreich (BPI)                                                                 | Silber1    | 4× Gold4   | Platin1      | 1.060.000 | bpi.co.uk                 |
| Insgesamt                                                                                    | 2× Silber2 | 11× Gold11 | 18× Platin18 |           |                           |